# Odonaco
Odonaco (em latim: Odonachus) foi um oficial bizantino do século VI, ativo durante o reinado do imperador Justiniano (r. 527–565). Talvez seja associável ao oficial Adonaco.

## Vida
As origens de Odonaco são incertas. Em 550, quando Bessas chegou em Lázica, já combatia no país com Babas, Benilo e Uligago. Na primavera de 551, Babas e ele estavam em Arqueópolis no comando de três mil homens, um quarto das tropas imperiais em Lázica. Com sucesso defenderam a cidade contra os persas de Mermeroes e numa saída repentina colocaram-nos para fugir. Procópio de Cesareia descreve-o como bom soldado.